# Цементация (геология)

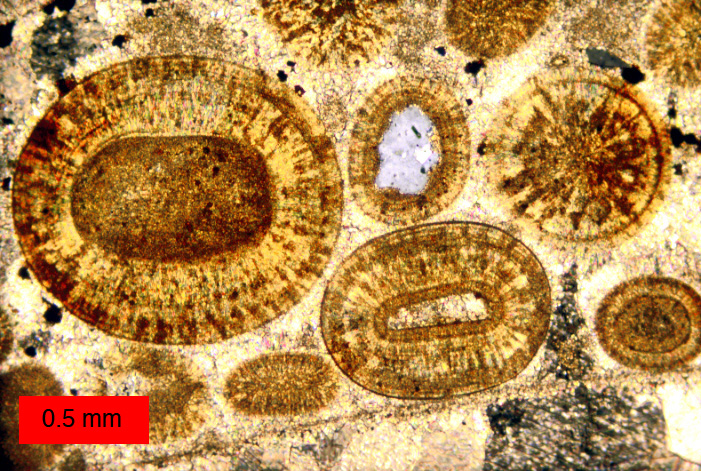
Кальцитовый цемент в богатом ооидами известняке; Формация Кармель, юрский период, штат Юта

Цементация (в геологии) — ионы, переносимые грунтовыми водами, химически осаждающиеся с образованием нового кристаллического материала между осадочными зернами. Новые минералы, заполняющие поры, образуют «мосты» между первоначальными зернами отложений, тем самым связывая их вместе. Таким образом, песок становится песчаником, а гравий становится конгломератом или брекчией. Цементация происходит как часть диагенеза или литификации отложений. Цементация происходит в основном ниже уровня грунтовых вод, независимо от размера присутствующих осадочных зерен. Большие объёмы поровой воды должны пройти через поры отложений для кристаллизации новых минеральных цементов, поэтому для завершения процесса цементации обычно требуются миллионы лет. Обычные минеральные цементы включают фазы кальцита, кварца и кремнезема, такие как кристобалит, оксиды железа и глинистые минералы; встречаются и другие минеральные цементы.
Цементация происходит непрерывно в зоне грунтовых вод, настолько, что термин «зона цементации» иногда используется взаимозаменяемо. Цементация происходит в трещинах или других отверстиях существующих пород и представляет собой динамический процесс, более или менее находящийся в равновесии с растворением или процессом растворения.
Цемент, найденный на морском дне, обычно представляет собой арагонит и может принимать различные текстурные формы. Эти текстурные формы включают висячий цемент, менисковый цемент, изопахусный цемент, игольчатый цемент, ботриоидный цемент, блочный цемент, цемент с синтаксиальным ободом и грубый мозаичный цемент. Среда, в которой находится каждый из цементов, зависит от доступного порового пространства. Цементы, обнаруженные во фреатических зонах, включают: изопахитные, глыбовые и синтаксиальные краевые цементы. Что касается цементации кальцита, которая происходит в метеоритных областях (источниках пресной воды), то цемент образуется при растворении менее стабильного арагонита и высокомагнезиального кальцита.

## Виды карбонатного цемента
Пляжный известковистый песчаник (англ. Beachrock) — тип карбонатного пляжного песка, который сцементирован с помощью процесса, называемого синседиментарной цементацией. Пляжный известковистый песчаник может содержать менисковые цементы или висячие цементы. По мере того, как вода между узкими промежутками зерен стекает с береговой породы, небольшая её часть удерживается капиллярными силами, где образуется менисковый цемент. Висячие цементы образуются на дне зерен, где задерживаются капли воды.
Твердые грунты — это твердые корки из карбонатного материала, которые образуются на дне океанского дна ниже самого низкого уровня прилива. Изопачный (что означает одинаковую толщину) цемент образуется в подводных условиях, когда зерна полностью окружены водой (Boggs, 2006).
Карбонатные цементы также могут образовываться биологическими организмами, такими как Sporosarcina pasteurii, которые связывают песок вместе с органическими соединениями и источником кальция (Chou et al., 2010).
Цементирование оказывает значительное влияние на свойства и устойчивость многих почвенных материалов. Цементацию не всегда легко идентифицировать, и её эффекты не всегда легко определить количественно. Известно, что он способствует пластичности глины и может быть причиной кажущегося давления предварительного уплотнения. Фильтрация соединений железа из очень чувствительной глины из Лабрадора, Канада, привела к снижению кажущегося давления предварительного уплотнения на 30 т/м. Coop and Airey (2003) показывают, что для карбонатных почв цементация развивается сразу после отложения и позволяет почве сохранять рыхлую структуру.